# Benaocaz
Benaocaz is een gemeente in de Spaanse provincie Cádiz in de regio Andalusië met een oppervlakte van 69 km². op een hoogte van 793 m, in het Natuurpark Sierra de Grazalema. In 2007 telde Benaocaz 701 inwoners.

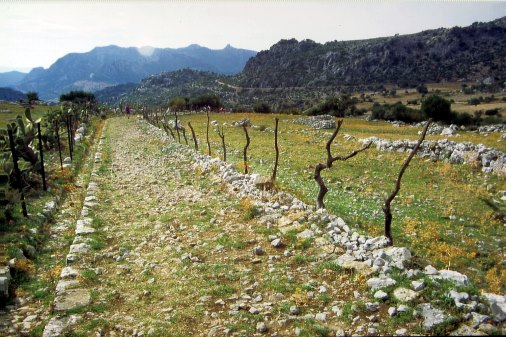
Romeinse heerweg (Calzada Romana)

## Demografische ontwikkeling
Bron: INE, 1857-2011: volkstellingen